# 桑希
桑希（藏語：སང་ཤི་，威利转写：sang shi），藏传佛教前弘期名僧，佛经译师。也稱為巴赤思（rba khri gzigs），是巴赤協（rba khri bzher）的兒子，出家後改名為貝央（dPal dbyangs），可能也是進唐的「漢族戲童」（rGya phrug Gar mkhan）。於七五四年前入唐，並於同年後返回，亦於七六七年再次入唐。最初入唐的赤思，獲唐帝贈予《十善經》等經典，後來應赤松德贊王的要求，將這些經典展示，並引導該王走向佛道的傳說。

## 生平
桑希据说是金城公主时来到吐蕃的唐使巴德武之子，曾被赤德祖赞派往长安取经。当其返回拉萨时，因赤德祖赞已逝，其子赤松德赞仍年幼，而反佛大臣当权，于是把带回的佛经藏于钦朴（今桑耶附近）石崖之中。赤松德赞赞普成年后兴佛，他便取出佛经呈于赞普，赞普遂命他与梅玛果、阿难陀一同将汉文佛经译为藏文。后来，印度高僧寂护来到吐蕃后，他成为吐蕃最早剃度出家的预试七人之一。